# 卿士
卿士（けいし）は、古代中国の官名である。卿史、卿事ともいう。
西周では、卿士とは三公、六卿の通称であり、周王室の執政官であった。